# Wanzia fako
Genre
Espèce
Wanzia fako, unique représentant du genre Wanzia, est une espèce d'araignées aranéomorphes de la famille des Cyatholipidae.

## Distribution
Cette espèce se rencontre au Cameroun au Nord-Ouest et au Sud-Ouest et en Guinée équatoriale sur Bioko,.

## Description
Wanzia fako mesure de 1,87 à 2,81 mm.

## Publication originale
- Griswold, 1998 : Wanzia fako, a new genus and species of spider from Cameroon (Araneae: Cyatholipidae). Entomologica scandinavica, vol. 29, p. 121-130.